# Мустакас, Вангелис
Вангелис Мустакас (греч.  Βαγγέλης Μουστάκας; 1930, Пирей — греческий скульптор 2-й половины XX века. Более всего известен своим монументом Александру Великому, установленном на набережной столицы Македонии, города Салоники, где самого Мустакаса именуют «скульптор (памятника) Александра».

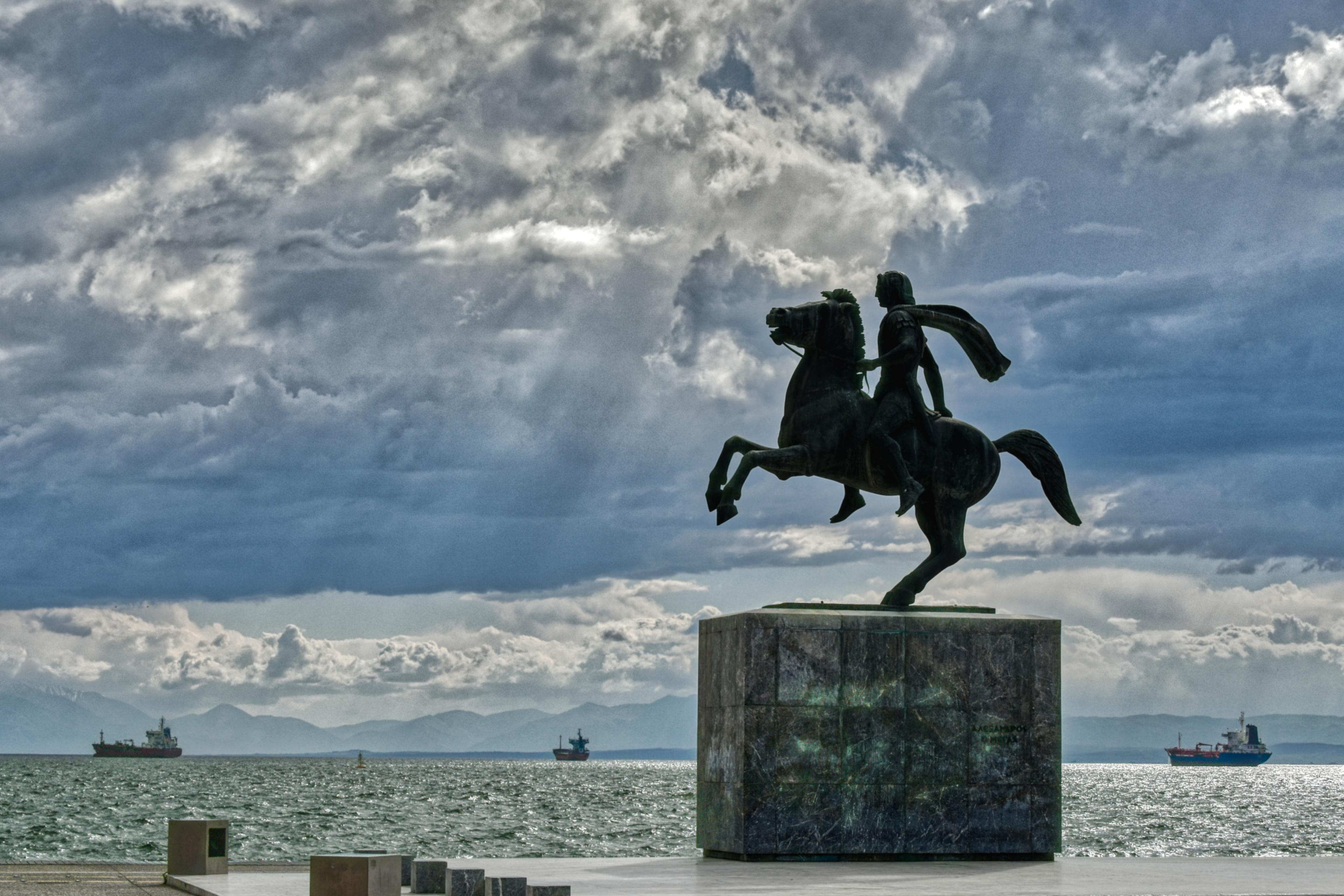
Памятник Александру Великому на набережной города Салоники

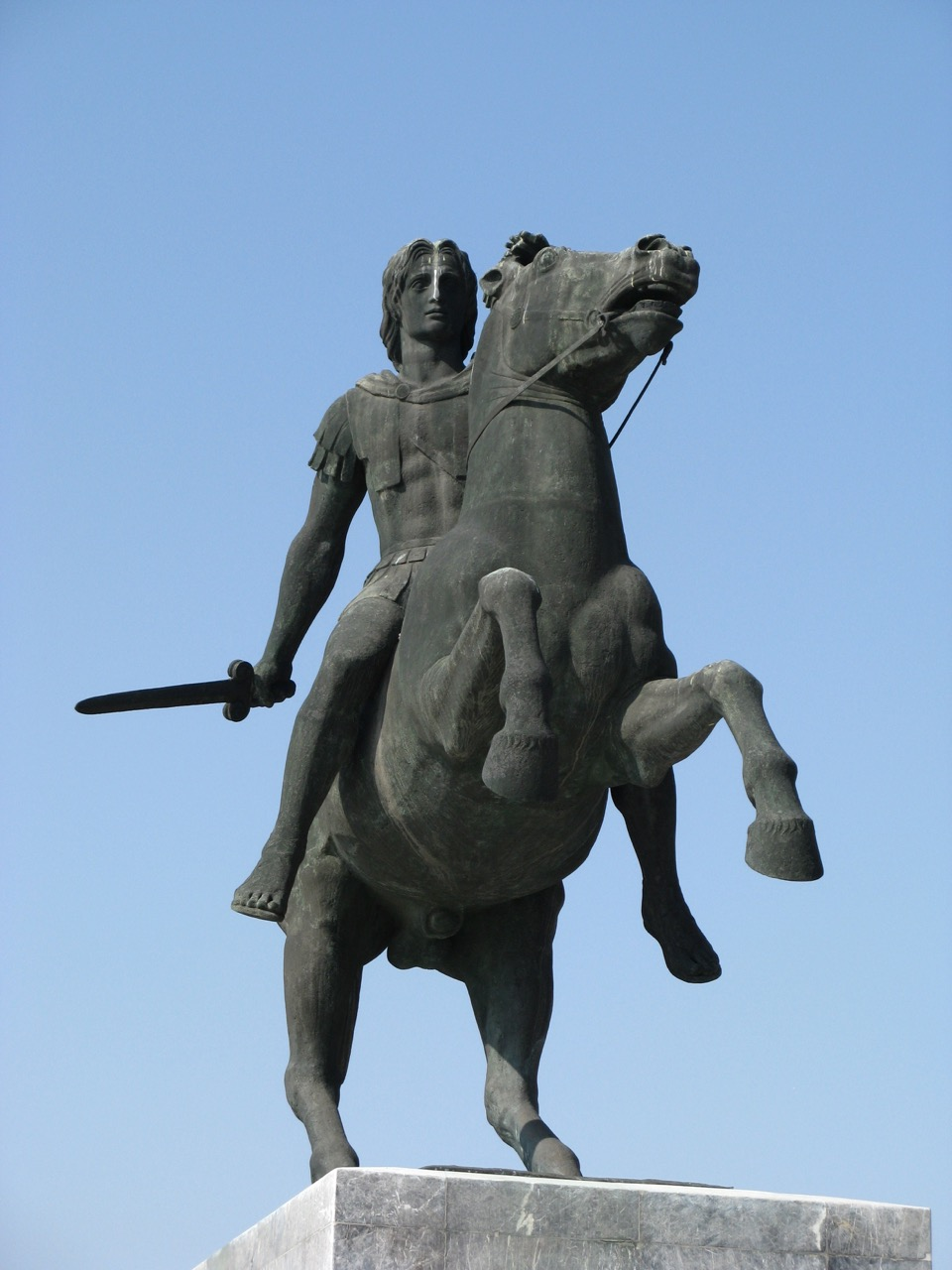
Памятник Александру Великому на набережной города Салоники

.

## Биография
Родился в портовом городе Пирей в 1930 году.
С детства ковал разные предметы в механической мастерской, где работал его отец.
В юношестве работал в мастерской фирмы «Керамикос», где научился гончарному делу.
В дальнейшем учился скульптуре в Афинской школе изящных искусств в мастерской Михалиса Томброса (1950—1954).
В тот же период принимал активное участие в деятельности культурного общества «Касталия» и преподавал рисунок и живопись в частном училище.
Получив стипендию продолжил свою учёбу в Академии изящных искусств Флоренции (1960—1964), где учился гравюре и декоративному искусству.
Совершил многочисленные путешествия в ближние и более далёкие страны, изучая искусство более ранних эпох и современные тенденции. Свою первую персональную выставку организовал в Афинах в 1958 году.
Значительная часть его тематики была посвящена увековечиванию памяти Второй мировой войны и оккупации Греции, а также смерти его младшего брата в результате падения самолёта греческих ВВС (1950).
С этого момента он неоднократно возвращался к теме падения Икара.
Его скульптура в основном антропоцентрична и следует древней греческой традиции. Однако в своей работе он принял и элементы современных художественных течений, таких как сюрреализм, экспрессионизм, конструктивизм и сформировал свою собственную изобразительную идиому. Его работа включает в себя отдельные скульптуры, памятники на площадях и улицах, многофигурные композиции и рельефы в гипсе и дереве.
Он также отмечен в живописи, в иллюстрации книг и изготовлении медалей.
Мустакас принял участие в реставрации Византийских памятников Салоник.
Он также преподавал внештатным профессором Дьюкского и Темплского университетов (США).
Мустакас выставлялся на многочисленных персональных и групповых выставках и принял участие в международных экспoзициях в Москве (1957 — по случаю Фестиваля молодёжи), в Загребе (1964), в Биеннале Александрии (1968), где получил Первую премию скульптуры), в Биеннале Сан-Паулу.
Из его многочисленных монументальных работ самую большую известность получил памятник Александру Великому (1971—1974) установленный в столице Македонии, городе Салоники. Памятник сопровождается также барельефом с надписью «Εν Ισσώ Μάχη» (В Битве при Иссе).

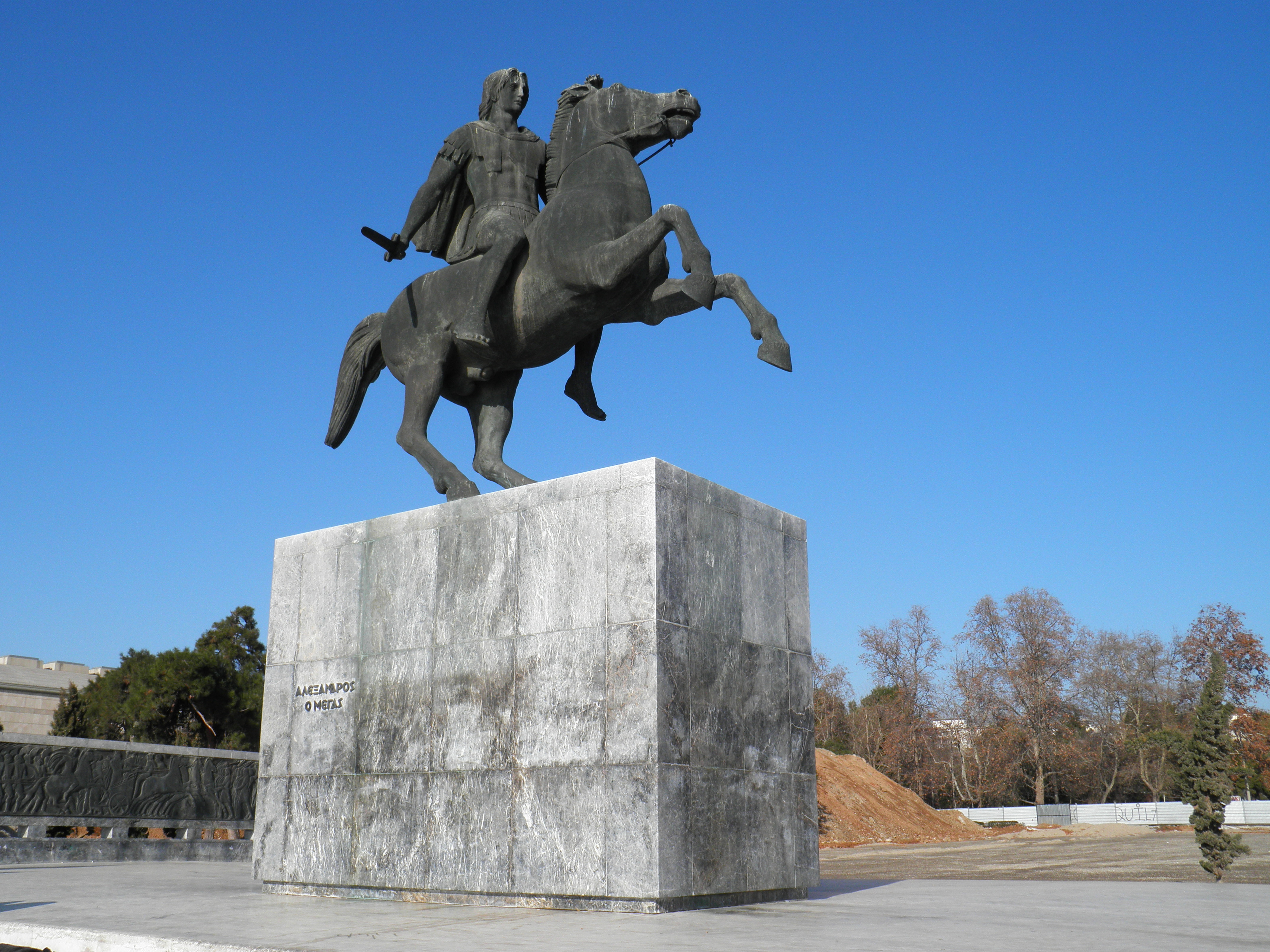
Памятник Александру Великому на набережной города Салоники

Женат на поэтессе Зои (Савина), отец трёх детей.